# Nikolai Wiktorowitsch Jung

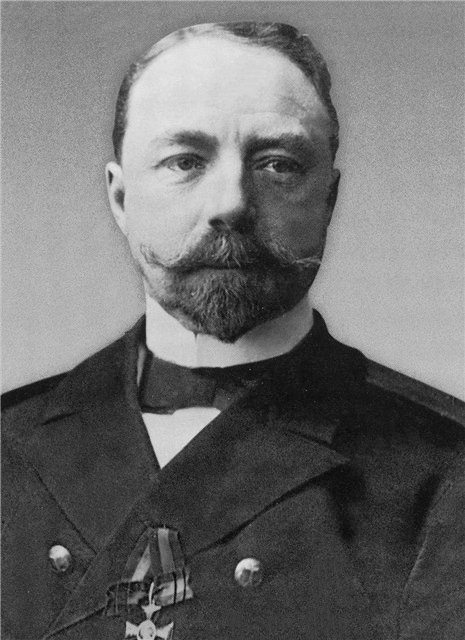
Nikolai Jung

Nikolai Wiktorowitsch Jung (russisch Николай Викторович Юнг; wissenschaftliche Transliteration Nikolaj Viktorovič Jung, * 23. Oktoberjul. / 4. November 1855greg.; † 16.jul. / 29. Mai 1905greg. im Japanischen Meer) war ein russischer Offizier der Kaiserlich Russischen Marine, der vor allem als Kapitän des Linienschiffs Orjol in der Seeschlacht bei Tsushima während des Russisch-Japanischen Krieges bekannt wurde.

## Leben
Jung begann seine militärische Ausbildung 1872 an der Marineschule und trat 1873 in die Kaiserlich Russische Marine ein. 1875 erfolgte die Beförderung zum Unteroffizier. 1876 beendete er seine Ausbildung an der Marineschule als Seekadett.
Während des Russisch-Osmanischen Krieges 1877–1878 kommandierte Jung ein kleines Patrouillenboot auf der Donau. 1882 erfolgte die Beförderung zum Leutnant.
Um das Jahr 1880 war Jung Mitglied der politischen Vereinigung Narodnaja Wolja (russisch Народная воля für Volkswille), welche die Alleinherrschaft des Zaren – auch mit gewaltsamen Mitteln – abschaffen wollte. Als die zaristische Ochrana die Organisation zerschlug, wurden viele der Mitglieder hingerichtet oder verbannt. Jung entging der Verhaftung, da er sich während dieser Phase auf einer Weltreise befand. Nach seiner Rückkehr 1886 wurde er verhaftet, jedoch schnell wieder entlassen, nachdem er einen Kontakt zur Organisation bestritten hatte.
1893 erfolgte die Beförderung zum Kapitän 2. Ranges (Fregattenkapitän). Er diente 1894 kurz auf dem Linienschiff Poltawa.
Von 1902 bis 1904 war Jung Kapitän der Panzerfregatte General-Admiral. Nach Beginn des Russisch-Japanischen Krieges wurde Jung zum Kommandanten des Linienschiffs Orjol ernannt, das als Teil des 2. Pazifischen Geschwaders in den Fernen Osten verlegt wurde, um das von den Japanern in Port Arthur eingeschlossene 1. Pazifische Geschwader zu unterstützen. In der Seeschlacht bei Tsushima am 27. und 28. Mai behielt Jung das Kommando über Orjol, bis er durch mehrere Granatsplitter schwer verletzt wurde.
Am Morgen des 28. Mai 1905 kapitulierten Orjol und die wenigen weiteren verbliebenen russischen Schiffe gegen 10:30 Uhr auf Befehl von Konteradmiral Nikolai Nebogatow. Während der Kapitulation war Jung bewusstlos und somit nicht an der Übergabe des Schiffs beteiligt. Am folgenden Tag erlangte er noch einmal kurz das Bewusstsein und erfuhr von seinem Burschen von der Kapitulation. Kurz darauf erlag er seinen Verletzungen und erhielt eine Seebestattung bei den Koordinaten 35° 56’ 13” nördlicher Breite, 135° 10’ östlicher Länge.